# Dynamite (BTS)
Dynamite è un singolo del gruppo musicale sudcoreano BTS, pubblicato il 21 agosto 2020. Inizialmente distribuito come opera autonoma, a novembre è stato inserito nel loro nono album in studio Be.

## Antefatti e pubblicazione
Dopo l'uscita del settimo album in studio Map of the Soul: 7 nel febbraio 2020, i BTS avevano pianificato un tour mondiale e non intendevano pubblicare musica inedita nel breve periodo. Tuttavia, a causa dello scoppio della pandemia di COVID-19, la tournée è stata cancellata e il gruppo ha iniziato a registrare un nuovo album. Durante la sua preparazione, ha deciso di pubblicare un singolo nel corso dell'estate per entrare in contatto e "condividere un po' di energia positiva" con i fan. Dopo aver saputo, tramite un collaboratore che aveva parlato con il presidente della Columbia Records, Ron Perry, che i BTS stavano cercando una traccia in inglese ritmata ed eccitante, il produttore David Stewart e Jessica Agombar hanno scritto Dynamite in una giornata su Zoom. Inizialmente intitolata Mr. Dynamite, è stata inviata alla Big Hit Entertainment tra la fine di marzo e i primi giorni di aprile con altre due o tre canzoni. La casa discografica ha quindi proposto ai BTS tre demo: Dynamite è stata la prima che hanno ascoltato, ma non li ha particolarmente colpiti, quindi hanno chiesto di sentire le altre due; le alternative, tuttavia, gli sono piaciute meno, pertanto hanno deciso di procedere con Dynamite. Una volta ottenuta l'approvazione, Stewart l'ha alzata di due semitoni, mentre Jenna Andrews e la divisione A&R della Big Hit ne hanno leggermente modificato il testo via FaceTime per adattarlo al gruppo. Il ritornello è stato cambiato da "So call me Mr. Dynamite" ("Quindi chiamami Signor Dinamite") a "Light it up like dynamite" ("Accendila come dinamite"), adattando di conseguenza anche il titolo finale del pezzo.
Completata in un paio di mesi, Dynamite è stata annunciata dagli stessi BTS il 27 luglio 2020 durante una diretta streaming su V Live, mentre il 30 luglio Columbia Records ha avviato la campagna di pre-salvataggio su Spotify, che ha superato 500.000 sottoscrizioni in una settimana. Il titolo è stato svelato il 3 agosto sul profilo Twitter della Big Hit. Il giorno successivo sono stati aperti i pre-ordini per il mercato statunitense, con il singolo commercializzato, oltre che in versione MP3 insieme alla sua strumentale, anche in due edizioni limitate su vinile 7'' e musicassetta, andate esaurite in un'ora dalla messa in vendita. La seconda partita di vinili e cassette è terminata altrettanto velocemente il 7 agosto.
Dynamite ha avuto nove remix: il 24 agosto 2020 sono stati pubblicati quello EDM e quello acustico, il 28 agosto quelli tropical e poolside, il 18 settembre quelli slow jam, midnight, retro e bedroom, e l'11 dicembre quello holiday natalizio.

## Descrizione
Dynamite è una delle poche canzoni dei BTS alla cui scrittura e produzione non ha partecipato nessuno dei membri del gruppo. Appartenente al genere disco pop, con influenze rétro provenienti da funk, soul, pop e bubblegum pop, la canzone è scritta da David Stewart, che fa anche da produttore, insieme a Jessica Agombar, ed è il primo pezzo in inglese dei BTS come artisti principali dopo alcune collaborazioni e uscite soliste in tale lingua: spiegando le motivazioni della scelta, V ha raccontato che, dopo aver registrato la versione guida in inglese, il gruppo aveva pensato che suonasse meglio che in coreano, perciò aveva deciso di non cambiarla.
Dynamite ha un tempo di 114 battiti per minuto ed è scritta in do diesis minore, con un beat staccato in levare che ricorda lo scoppio dei fuochi d'artificio. Costruita in forma strofa-ritornello, le strofe seguono la progressione armonica do♯m-fa♯m7-si7sus-mi, mentre i ritornelli quella re♯m-sol♯m7-fa♯. L'estensione vocale va da si3 a re♯5; il registro è acuto e contiene dei falsetti da parte di Jin, Jimin, V e Jungkook, mentre RM, Suga e J-Hope cantano anziché rappare come di consueto. Negli ultimi due versi la tonalità viene alzata a re♯m con un cambio di chiave. La strumentazione consiste principalmente di bassi e percussioni, cui si aggiunge una linea di chitarra e ottoni "vibranti" nel secondo terzo della canzone; utilizza anche battiti di mani per accentuare il beat, sintetizzatori "echeggianti" e corni "festosi" per creare un sound anni settanta.
I BTS hanno descritto Dynamite come una canzone "estiva, divertente e ottimista", simile a Mic Drop e Waste It on Me. Durante una conferenza stampa, Suga ha affermato che il brano è un "messaggio di fiducia in se stessi e felicità. Come se, dopo essere caduto a terra, cercassi di rialzarti. Ecco com'è la canzone". In un'intervista con Zane Lowe per Apple Music, RM ha dichiarato che il pezzo è "fatto di vibrazioni positive, energia, speranza, amore, purezza, tutto". Il testo esprime il desiderio di trascorrere una serata di divertimento e gioia, con il ritornello che recita "Perché ah, ah, stasera sono tra le stelle / Quindi guardami portare il fuoco e incendiare la notte / Brillando per la città con un po' di funk e soul / L'accenderò come dinamite, woah". Sono inclusi alcuni riferimenti alla cultura popolare con menzioni a King Kong, Rolling Stones e LeBron James.

## Esibizioni dal vivo
La prima esibizione dal vivo di Dynamite è stata registrata in Corea e trasmessa durante gli MTV Video Music Awards il 30 agosto 2020. Inizialmente progettata per essere girata all'aperto a Seul, è stata poi spostata in studio a causa della pandemia e delle piogge estive. I BTS si sono esibiti davanti ad un green screen su cui sono state proiettate diverse location newyorchesi come il ponte di Brooklyn, Times Square e l'Empire State Building, sostituite da un panorama di Seul sotto i fuochi d'artificio – una ricostruzione del Seoul International Fireworks Festival – durante l'ultimo ritornello. Il New York Times ha inserito la performance tra i sei momenti migliori della serata.
I BTS non hanno promosso Dynamite ai programmi musicali sudcoreani, ma sono saliti sul palco di altri eventi e trasmissioni televisive, eseguendola oltre trenta volte tra agosto 2020 e marzo 2021. Il 3 settembre si sono esibiti per la serie Press Play at Home della Recording Academy e il 10 settembre al Today Show su NBC, dove hanno accompagnato Dynamite ad Anpanman. Il 16 settembre l'hanno eseguita dal parco divertimenti Everland di Yongin durante la seconda semifinale della quindicesima edizione di America's Got Talent, mentre il 19 settembre hanno chiuso la prima serata dell'iHeart Radio Music Festival con una scaletta composta, oltre che da Dynamite, anche da Make It Right, Spring Day e Boy with Luv. Due giorni dopo hanno partecipato alla serie Tiny Desk Concerts della NPR, accompagnati in una versione acustica del pezzo da un complesso live, e il 25 settembre hanno completato un'intervista per il Grammy Museum con un'esibizione della canzone. Dynamite ha chiuso la quinta e ultima giornata della BTS Week organizzata dal The Tonight Show Starring Jimmy Fallon il 3 ottobre 2020.
Il 14 ottobre 2020 il gruppo è apparso ai Billboard Music Awards, esibendosi con Dynamite dal terminal 2 dell'aeroporto internazionale di Seul-Incheon insieme ad una band dal vivo virtuale che ha dato alla canzone un sound jazz e blues. Carly Mallenbaum di USA Today ha inserito la performance tra i momenti salienti della cerimonia, e Ben Kaye di Consequence l'ha definita "di gran lunga il miglior spettacolo dal vivo della serata". Il pezzo è stato portato anche ai Melon Music Award e agli Mnet Asian Music Award, rispettivamente il 5 e il 6 dicembre 2020.
Apparendo al concerto virtuale di beneficenza Music on a Mission, organizzato da MusiCares il 12 marzo 2021 in attesa della 63ª edizione dei Grammy Award, i BTS hanno eseguito Dynamite dalla Grand Peace Hall della Kyung Hee University di Seul, con Jungkook alla batteria. Il 14 marzo si sono esibiti durante la cerimonia di premiazione, ricreandone il set a Yoido, Seul. Hanno cominciato la performance davanti a un grammofono gigante, sotto un soffitto decorato con delle rose di Sharon in omaggio alla Corea del Sud, proseguendo su un red carpet e salendo per la tromba delle scale della Parc1 Tower fino a raggiungerne l'elisuperficie, dove hanno concluso il pezzo con la vista notturna del fiume Han sullo sfondo. L'esibizione è stata accolta positivamente dai media, con Nina Corcoran di Consequence che l'ha definita "una delle loro migliori finora" e Joe Lynch di Billboard che l'ha descritta come "tra le più energetiche della serata", mentre per Lauren Kranc di Esquire "in abiti eleganti e colorati, e con passi di danza energici e impeccabili, e fascino agevole, la band ha riportato in vita i Grammy dopo una trasmissione prolissa". Analogamente, Patrick Ryan di USA Today l'ha scelta come performance migliore della cerimonia, scrivendo che era stata "la scarica di adrenalina di cui avevamo bisogno dopo una notte piena di esibizioni infinite in modo estenuante", lodando "il carisma innegabile e le voci da svenimento" degli artisti, e Brian Hiatt di Rolling Stone l'ha giudicata "il singolo momento visivamente più sbalorditivo della serata".

## Video musicali

Screenshot tratto dal video del brano.

Il video musicale, diretto da Choi Yongseok dello studio Lumpens, è stato trasmesso in anteprima su YouTube il 21 agosto 2020, stabilendo il record per il maggior numero di contatti simultanei per una première sulla piattaforma, con oltre 3 milioni di spettatori in attesa. La clip combina colori primari e pastello, concentrandosi prevalentemente sulla coreografia, che impiega diversi stili iconici provenienti da ere pop del passato, con tributi agli anni settanta e ottanta, a Michael Jackson e al film del 1977 La febbre del sabato sera. L'atmosfera vintage è sottolineata anche da abbigliamento e acconciature. Il video si apre con i BTS che si sparpagliano ad un segnale di Jimin, mostrando poi una sequenza di scene in una camera da letto, un negozio di dischi, un ristorante e un campo da basket mentre gli artisti cantano e ballano da soli, oppure in gruppo davanti ad un negozio con l'insegna "Disco". Nell'ultima scena i BTS ballano sotto un cielo color zucchero filato mentre della polvere colorata esplode alle loro spalle. Vogue l'ha paragonato ad "un film per ragazzi vecchia scuola". Scrivendo per Vulture, Craig Jenkins l'ha definito "in qualche modo sia notevolmente vivido, sia anche profondamente vuoto", ritenendo che "si adatta perfettamente a un'epoca in cui i registi devono trovare il modo per far notare la televisione senza l'uso di grandi folle", mentre Mike Wass di Idolator l'ha inserito tra i 25 video migliori dell'anno. Ha accumulato 101,1 milioni di visualizzazioni su YouTube nelle prime ventiquattr'ore, stabilendo tre record del mondo per il maggior numero di riproduzioni ottenute in tale finestra temporale. Il 12 aprile 2021 è diventato il terzo video del gruppo a raggiungere 1 miliardo di visualizzazioni. Dall'uscita al 9 dicembre è stato visto oltre 1 miliardo e 900 milioni di volte.
Un secondo video musicale è uscito il 24 agosto. Si svolge nello stesso scenario della clip originale, ma è ripreso da angolature diverse e mostra blooper e improvvisazioni sul set. Il 24 novembre ha raggiunto le 100 milioni di visualizzazioni. Una versione anni settanta, con un filtro che aggiunge pop-up e scritte in caratteri vintage che riepilogano i traguardi raggiunti nel corso dell'anno, curiosità e messaggi per i fan, è stata caricata online il 20 settembre.
Il 26 settembre un ulteriore videoclip, girato sullo stesso set dell'originale e mostrante solo la coreografia, con meno riprese singole, è stato trasmesso in anteprima all'interno della modalità Party Royale del videogioco Fortnite, e caricato su YouTube un'ora dopo. L'evento è stato preceduto dalla messa in vendita di animazioni per il gioco basate sulla coreografia della canzone, e si è concluso con l'ascolto del remix tropical. Il 30 gennaio 2021 ha raggiunto le 100 milioni di visualizzazioni.

## Accoglienza
Dynamite è stata recensita positivamente dalla critica. Rhian Daly di NME ha apprezzato l'atmosfera allegra e ha scritto che "[i BTS] ci hanno dato sia la canzone dell'estate in una stagione che sembra inusualmente tetra, sia il cordiale perfetto forte abbastanza da sconfiggere anche la carica violenta e inarrestabile del 2020". Tim Chan di Rolling Stone ha condiviso un'opinione simile, considerandola una delle canzoni più pop della loro discografia, e definendo il beat "contagioso" e il ritornello "rallegrante". Analogamente, Marty Rosembaum di Radio.it l'ha considerata "esplosiva" e ne ha lodato il fascino immediato. Recensendo per Teen Vogue, P. Claire Dodson ne ha parlato come di un pezzo "pop spensierato ed energico che dimostra ancora una volta la destrezza che possiedono con sound ed estetica", ponendolo come successore di Boy with Luv (2019). Anche Aamina Khan di Vogue ha riscontrato un'affinità tra le due canzoni, trovando però che Dynamite fosse "una grande deviazione da quello che siamo arrivati ad aspettarci dai BTS" per la lingua e l'assenza di rap, concludendo che "insolita o no, la traccia è un gradito riposo estivo". Rhian Daly di NME ha scritto che "è un potente tonico dalla vita pandemica" che "ti porta a fare un giro in un mondo alternativo di libertà e divertimento". Per Monica Chon di Oprah Magazine, "il registro acuto e le voci ariose evocano il meglio della spensierata vita estiva, offrendo all'ascoltatore una gradita fuga dalla dura realtà di una pandemia". Patrick Hosken di MTV ha condiviso un parere simile, affermando che fosse "un blockbuster, non perché sia troppo piena di idee ma perché è leggera e ariosa e, crucialmente, sa d'estate", e trovando che il cambio di chiave la rendesse "trionfante". Il medesimo cambio di chiave, insieme al "bridge canticchiabile", ha sorpreso Jason Lipshutz di Billboard, che ha eletto la canzone ad "una delle loro maggiori hit finora". Laura Zornosa, recensendo per il Los Angeles Times, ne ha parlato come di un brano "zuppo di colore e nostalgia", lodandolo per avere "tutti gli ingredienti di un successo estivo" fondendo "la novità di Old Town Road allo stile internazionale di I Like It e Despacito e tutta l'eccitazione estiva di Can't Stop the Feeling!", concludendo definendo il ritornello "un tormentone" e il testo "facilmente riconoscibile". Per Tom Breihan di Stereogum è "classico pop da boy-band", mentre per Craig Jenkins di Vulture è "intrattenimento di massa carino, accattivante e senza pretese", oltre che un "interessante crossover [...] più simile a un razzo, un veicolo espressamente progettato per sfondare la stratosfera". Mike Wass di Idolator ha ritenuto Dynamite "un urto freddo come la pietra" con "uno dei ritornelli più orecchiabili del 2020". Su Pitchfork Noah Yoo ha scritto che la canzone "desidera rientrare nel canone della musica pop occidentale mentre intanto lo ridicolizza astutamente", giudicando il beat "raffinato" e il ritornello, in cui "ciascun membro ha il proprio momento per risplendere", "memorabile"; l'ha ulteriormente paragonata ad Uptown Funk di Bruno Mars (2014) definendola "una canzone pop consapevole di sé che non parla altro che di se stessa". Robin Murray di Clash ne ha parlato come di "un ritorno chiaro", elogiando la produzione "patinata" e aggiungendo che "mette in mostra l'abilità di ciascun membro, unendo il tutto in un intero senza cuciture". Jo Ji-hyun di IZM le ha assegnato 2,5 stelle su 5, ritenendo che usare il sound disco popolare negli anni Settanta e Ottanta "è una scelta capace di accontentare tutti", ma che la canzoni manchi di fascino vocale, e del "brivido esplosivo" e della "melodia impressionante" di DNA, concludendo che "anche se entrasse nelle classifiche, non proverebbe che si tratta di una pietra miliare musicale nella loro carriera".
Jon Caramanica del New York Times, così come Douglas Greenwood di i-D, l'ha indicata tra le migliori uscite della settimana per la sua "luminosità, esuberanza e implacabile buon umore", rammaricandosi però che non includesse parti rap, da lui definite "uno dei punti di forza del gruppo" che "fa di loro uno degli artisti pop più versatili", e ne ha paragonato lo stile musicale a quello di Jamiroquai e Charlie Puth. Dynamite è inoltre apparsa in diverse liste delle canzoni più belle del 2020, tra cui quelle di The New York Times (2ª), Consequence (3ª), Rolling Stone (7ª), Billboard (7ª), The Plain Dealer (19ª), Uproxx (22ª), The 405 (32ª), NME (40ª) e NPR (100ª).
Nel 2021, Melon l'ha scelta come 4ª miglior canzone K-pop pubblicata fino a quel momento per i risultati ottenuti sulle classifiche statunitensi, mentre Rolling Stone l'ha inclusa nella lista delle 500 canzoni migliori di tutti i tempi in posizione 346, scrivendo che ha rappresentato "un momento epocale, di rottura dell'egemonia" per il gruppo. Il 18 marzo 2022 la stessa rivista l'ha inserita in posizione 46 nella lista delle loro 100 canzoni migliori.

## Tracce
Testi e musiche di David Stewart e Jessica Agombar.
7''
1. Dynamite – 3:19

Cassetta
Lato A
1. Dynamite – 3:19

Lato B
1. Dynamite – 3:19

Singolo digitale
1. Dynamite – 3:19
2. Dynamite (strumentale) – 3:18

EP DayTime Version
1. Dynamite – 3:19
2. Dynamite (strumentale) – 3:18
3. Dynamite (remix acustico) – 3:17
4. Dynamite (remix EDM) – 3:18
5. Dynamite (remix tropical) – 3:17
6. Dynamite (remix poolside) – 3:02

EP NightTime Version
1. Dynamite – 3:19
2. Dynamite (strumentale) – 3:18
3. Dynamite (remix slow jam) – 3:19
4. Dynamite (remix midnight) – 3:16
5. Dynamite (remix retro) – 3:28
6. Dynamite (remix bedroom) – 3:27

CD
1. Dynamite – 3:19
2. Dynamite (strumentale) – 3:18
3. Dynamite (remix acustico) – 3:17
4. Dynamite (remix EDM) – 3:18
5. Dynamite (remix tropical) – 3:17
6. Dynamite (remix poolside) – 3:02
7. Dynamite (remix slow jam) – 3:19
8. Dynamite (remix midnight) – 3:16
9. Dynamite (remix retro) – 3:28
10. Dynamite (remix bedroom) – 3:27

Remix holiday
1. Dynamite (remix holiday) – 3:33

## Formazione
Gruppo
- Jin – voce
- Suga – voce
- J-Hope – voce
- RM – voce
- Jimin – voce
- V – voce
- Jung Kook – voce

Produzione
- Jessica Agombar – scrittura
- Jenna Andrews – produzione vocale
- Pdogg – registrazione
- Juan "Saucy" Peña – ingegneria vocale
- David Stewart – produzione, scrittura, controcanto

Versione originale
- Șerban Ghenea – missaggio
- Chris Gehringer – mastering
- John Hanes – assistenza al missaggio
- David Stewart – batteria, percussioni, basso, basso synth, pad, piano, chitarre elettriche, corni programmati, archi programmati
- Johnny Thurkell – corni dal vivo

Remix acustico
- Chris Gehringer – mastering
- Park Jin-se – missaggio
- David Stewart – remix, piano, basso, chitarre, percussioni, batteria, programmazione batteria

Remix EDM
- Frants – remix, batteria, basso, tastiera, sintetizzatore, programmazione
- Chris Gehringer – mastering
- Yang Ga – missaggio

Remix tropical e poolside
- Frants – remix, batteria, basso, tastiera, sintetizzatore, programmazione
- Yang Ga – missaggio, mastering

Remix slow jam
- Choi Hyo-young – mastering
- Pdogg – remix, tastiera, sintetizzatore, missaggio

Remix midnight
- Choi Hyo-young – mastering
- Ghstloop – remix, tastiera, sintetizzatore
- Master Key – mastering

Remix retro
- Choi Hyo-young – mastering
- Frants – remix, tastiera, sintetizzatore, basso
- Young – chitarra, registrazione
- Yang Ga – missaggio

Remix bedroom
- Choi Hyo-young – mastering
- Go Hyun-jung – missaggio
- Hiss Noise – remix, tastiera, sintetizzatore, chitarra, registrazione
- Ji Min-woo – assistenza al missaggio
- Kim Kyung-hwan – assistenza al missaggio

Remix holiday
- Choi Hyo-young – mastering
- Ghstloop – remix, tastiera, sintetizzatore
- Park Jin-se – missaggio
- Pdogg – tastiera, sintetizzatore

## Successo commerciale
Appena uscita, Dynamite ha raggiunto la prima posizione nelle classifiche di iTunes di 104 Paesi in meno di ventiquattro ore. Secondo l'International Federation of the Phonographic Industry è risultato essere il 10º brano più venduto a livello globale nel corso del 2020 con un totale di 1,28 miliardi di stream equivalenti. Il successo mondiale del singolo ha funzionato da incentivo economico e occupazionale per un valore di 2 bilioni di won secondo un rapporto del Korea Culture and Tourism Institute commissionato dal governo sudcoreano.
In Corea del Sud è entrata in sesta posizione nella Gaon Digital Chart grazie ai dati di vendita raccolti nei primi due giorni di disponibilità, e la settimana seguente si è classificata prima. Ha conservato la posizione per sette settimane consecutive e a fine anno vi era rimasta complessivamente per undici, diventando la canzone più longeva in vetta alla classifica. L'LP ha venduto 62 000 copie nel corso del mese di dicembre, e altre 28 000 durante il febbraio seguente.
In Giappone la versione standard della traccia ha venduto 13 985 copie digitali nel corso del 21 agosto, apparendo nella classifica giornaliera Oricon dei brani musicali in seconda posizione; è poi salita in vetta il giorno successivo con altre 5 695 copie. È apparsa nella classifica delle canzoni digitali più scaricate nel periodo 17-23 agosto, alla posizione 2 con 22 895 download, e ha avuto un picco nella Oricon Combined Singles Chart in posizione 6 durante la sua seconda settimana di disponibilità. È stato il primo singolo di un artista straniero a ricevere la certificazione di diamante dalla RIAJ nella categoria streaming, ed è stata premiata dalla Japanese Society for Rights of Authors, Composers and Publishers come canzone straniera che ha generato le royalties più elevate nel corso del 2021. Dynamite è stata inoltre la prima canzone di un artista straniero a raggiungere i 700 e gli 800 milioni di riproduzioni in streaming in Giappone.
Nella Billboard Hot 100 statunitense ha esordito al vertice della classifica, segnando la prima numero uno del gruppo che contemporaneamente è diventato il primo artista sudcoreano a raggiungere questo traguardo. Durante la sua prima settimana ha ricevuto oltre 33,9 milioni di riproduzioni in streaming e ha venduto 300 000 copie, diventando il miglior debutto in termini di vendite fisiche da Look What You Made Me Do di Taylor Swift del 2017. Ha infine raccolto un'audience radiofonica pari a 11,6 milioni. Ha mantenuto la prima posizione durante la sua seconda settimana, grazie a 17,5 milioni di riproduzioni in streaming, 182 000 copie digitali e un'audience radiofonica di 16 milioni. Dopo essere stato spodestato da WAP di Cardi B per due settimane consecutive, è ritornato in vetta alla graduatoria nella sua quinta settimana con 14 milioni di riproduzioni in streaming, 153 000 copie vendute e 20,8 milioni di radioascoltatori. È stato l'unico singolo del 2020 a vendere più di un milione di download negli Stati Uniti, con un totale di 1,26 milioni di copie. Con la pubblicazione della classifica datata 10 aprile 2021, è diventata la canzone di un artista coreano più longeva sulla Billboard Hot 100, apparendovi per la trentaduesima settimana. È inoltre entrata nel Guinness dei primati per aver trascorso il maggior numero di settimane (18 non consecutive) al primo posto della Billboard Digital Song Sales Chart. Nel 2021 è stata la sesta canzone più scaricata dell'anno con 287 000 download.
Nella Official Singles Chart britannica ha fatto il suo debutto in 3ª posizione grazie a 50 259 copie distribuite, facendo dei BTS il primo gruppo K-pop ad entrare nella top ten del paese. Hanno stabilito lo stesso primato anche nella classifica irlandese, con un esordio in sesta posizione.
Nella ARIA Singles Chart australiana è entrato al 2º posto, segnando la seconda top ten del gruppo. Nella classifica neozelandese ha debuttato al 4º posto, regalando al gruppo la prima top ten nel paese.
In Italia il brano è stato il 77º più trasmesso dalle radio nel 2020.

## Classifiche

### Classifiche settimanali
| Classifica (2020-22)  | Posizione massima |
| --------------------- | ----------------- |
| Argentina             | 10                |
| Australia             | 2                 |
| Austria               | 9                 |
| Belgio (Fiandre)      | 5                 |
| Belgio (Vallonia)     | 3                 |
| Canada                | 2                 |
| Colombia              | 9                 |
| Corea del Sud         | 1                 |
| Croazia               | 29                |
| Danimarca             | 26                |
| El Salvador           | 2                 |
| Estonia               | 2                 |
| Finlandia             | 13                |
| Francia               | 18                |
| Germania              | 8                 |
| Giappone              | 2                 |
| Grecia                | 10                |
| India                 | 2                 |
| Irlanda               | 6                 |
| Islanda               | 20                |
| Italia                | 12                |
| Libano                | 12                |
| Lituania              | 1                 |
| Malaysia              | 1                 |
| Norvegia              | 20                |
| Nuova Zelanda         | 4                 |
| Paesi Bassi           | 20                |
| Panama                | 20                |
| Perù                  | 8                 |
| Polonia               | 18                |
| Portogallo            | 21                |
| Regno Unito           | 3                 |
| Repubblica Ceca       | 9                 |
| Repubblica Dominicana | 19                |
| Romania               | 47                |
| Russia                | 3                 |
| Singapore             | 1                 |
| Slovacchia            | 7                 |
| Slovenia              | 8                 |
| Spagna                | 38                |
| Stati Uniti           | 1                 |
| Svezia                | 19                |
| Svizzera              | 4                 |
| Ungheria              | 10                |
| Vietnam               | 2                 |

### Classifiche di fine anno
| Classifica (2020) | Posizione |
| ----------------- | --------- |
| Australia         | 96        |
| Belgio (Fiandre)  | 67        |
| Canada            | 73        |
| Corea del Sud     | 11        |
| Paesi Bassi       | 91        |
| Portogallo        | 118       |
| Russia            | 90        |
| Stati Uniti       | 38        |
| Svizzera          | 94        |
| Ungheria          | 49        |
| Classifica (2021) | Posizione |
| Australia         | 79        |
| Belgio (Fiandre)  | 71        |
| Belgio (Vallonia) | 79        |
| Canada            | 75        |
| Corea del Sud     | 3         |
| Francia           | 181       |
| Giappone          | 4         |
| India             | 9         |
| Italia            | 100       |
| Portogallo        | 121       |
| Stati Uniti       | 41        |
| Classifica (2022) | Posizione |
| Corea del Sud     | 39        |
| Vietnam           | 22        |
| Classifica (2023) | Posizione |
| Corea del Sud     | 55        |
| Classifica (2024) | Posizione |
| Corea del Sud     | 82        |

## Riconoscimenti
- Asia Artist Award[232]
  - 2020 – Canzone dell'anno
- Billboard Music Awards[233]
  - 2021 – Top Selling Song
- BreakTudo Awards[234]
  - 2021 – Candidatura Miglior video internazionale
- E! People's Choice Awards[235]
  - 2020 – Canzone dell'anno
  - 2020 – Video musicale dell'anno
- Circle Chart Music Award
  - 2021 – Canzone dell'anno – agosto[236]
  - 2022 – Venditore di musica costante dell'anno[237]
- Golden Disc Award[238][239]
  - 2021 – Bonsang - sezione canzoni
  - 2021 – Candidatura Daesang - sezione canzoni
- Grammy Award[240]
  - 2021 – Candidatura Miglior performance pop di un duo o un gruppo
- iHeartRadio Music Awards[241]
  - 2021 – Miglior video musicale
  - 2021 – Miglior coreografia di un video musicale a Son Sung-deuk
- Japan Gold Disc Award[242]
  - 2021 – Canzone dell'anno per download (Asia)
  - 2021 – Canzone dell'anno per lo streaming (Asia)
  - 2021 – Cinque migliori canzoni per lo streaming (Asia)
- JASRAC Award[147]
  - 2022 – Premio alle opere straniere
- KOMCA Award[243]
  - 2022 – Canzone dell'anno
- Korean Music Award[244]
  - 2021 – Canzone dell'anno
  - 2021 – Miglior canzone pop
- Melon Music Award[245]
  - 2020 – Canzone dell'anno
  - 2020 – Miglior traccia dance (uomini)
- Melon Popularity Award[246]
  - 31 agosto 2020
  - 9 settembre 2020
  - 14 settembre 2020
- Mnet Asian Music Award[247]
  - 2020 – Canzone dell'anno
  - 2020 – Miglior esibizione di ballo – gruppi maschili
  - 2020 – Miglior video musicale
- MTV Europe Music Awards[248]
  - 2020 – Miglior canzone
- MTV Video Music Awards[249]
  - 2021 – Candidatura Canzone dell'anno
- MTV Video Music Awards Japan
  - 2020– Miglior video di un gruppo (internazionale)[250]
  - 2020 – Candidatura Miglior video dell'anno[251]
- Music Awards Japan
  - 2025 – Candidatura Miglior canzone K-pop in Giappone[252]
- Myx Music Awards[253]
  - 2021 – Miglior video internazionale
- Nickelodeon Kids' Choice Awards[254]
  - 2021 – Canzone preferita
- Rockbjörnen[255]
  - 2021 – Canzone straniera dell'anno
- Seoul Music Award[256]
  - 2021 – Miglior canzone

### Premi dei programmi musicali
- Inkigayo
  - 30 agosto 2020[257]
  - 6 settembre 2020[63]
  - 13 settembre 2020[258]
- Music Bank
  - 4 settembre 2020[259]
  - 11 settembre 2020[260]
  - 18 settembre 2020[261]
  - 25 settembre 2020[262]
  - 2 ottobre 2020[263]
  - 9 ottobre 2020[264]
  - 13 novembre 2020[265]
  - 20 novembre 2020[266]
  - 27 novembre 2020[267]
  - 4 dicembre 2020[268]
  - 11 dicembre 2020[269]
  - 25 dicembre 2020[270]
  - 1 gennaio 2021[271]
  - 8 gennaio 2021[272]
  - 26 febbraio 2021[273]
  - 5 marzo 2021[274]
- Show Champion
  - 2 settembre 2020[275]
  - 9 settembre 2020[64]
  - 16 settembre 2020[276]
- Show! Eum-ak jungsim
  - 29 agosto 2020[277]
  - 5 settembre 2020[278]
  - 12 settembre 2020[279]
  - 19 settembre 2020[280]
  - 26 settembre 2020[281]
  - 10 ottobre 2020[282]
  - 17 ottobre 2020[283]
  - 31 ottobre 2020[284]
  - 7 novembre 2020[285]
  - 14 novembre 2020[286]

### Guinness dei primati
Record passato, in seguito infranto da un'altra canzone.
| Anno | Primato                                                                             | Fonti           |
| ---- | ----------------------------------------------------------------------------------- | --------------- |
| 2020 | Video più visto su YouTube in 24 ore                                                | [ 98 ] [ 287 ]  |
| 2020 | Video musicale più visto su YouTube in 24 ore                                       | [ 98 ] [ 287 ]  |
| 2020 | Video musicale di un gruppo K-pop più visto su YouTube in 24 ore                    | [ 98 ] [ 287 ]  |
| 2020 | Maggior numero di spettatori simultanei per un video musicale su YouTube Premieres  | [ 288 ]         |
| 2020 | Maggior numero di spettatori simultanei per la première di un video su YouTube      | [ 287 ] [ 289 ] |
| 2021 | Maggior numero di settimane nella US Hot 100 per una traccia K-pop                  | [ 154 ]         |
| 2021 | Maggior numero di settimane al primo posto della Billboard Digital Song Sales Chart | [ 154 ]         |

## Nella cultura di massa
Un'opera della serie "Pietà" dello scultore postmoderno Hong Seung-tae mostra una ragazza in piedi sopra ai versi di Dynamite.
Il 1º marzo 2023 la LEGO ha fatto uscire un set della serie Ideas basato sul singolo.
Dynamite è stata scelta dal due volte campione olimpico Yuzuru Hanyū, fan dichiarato dei BTS, per aprire la seconda metà dello show Notte stellata svoltosi a Sendai fra il 10 e il 12 marzo 2023, dedicato alla memoria del terremoto e maremoto del Tōhoku del 2011. Durante lo show Shae-Lynn Bourne, Takahito Mura, Rika Hongō e Akiko Suzuki sul ghiaccio, e Hanyu su un megaschermo, hanno interpretato Dynamite. Hanyu ha scelto la canzone perché è stata capace di donare speranza alle persone nel difficile periodo della pandemia COVID-19.
La canzone appare in una versione orchestrale nella terza stagione di Bridgerton.